# Ford Zetec
Zetec – nazwa używana przez firmę Ford, określająca rzędowe, 4-cylindrowe silniki spalinowe, wyposażone w 4 zawory na cylinder i dwa wałki rozrządu w głowicy (DOHC).

Oryginalnie, z przyczyn prawnych miała zastąpić nazwę „Zeta” która była nazwą kodową silników o pojemności od 1,6  do 2,0 l które zaprezentowano w 1991. Dzięki działaniom reklamowym stała się tak rozpoznawalna w Europie i Ameryce Północnej, że Ford postanowił zastosować ją do nowszych silników. Nazwa Zetec nadal jest używana, pomimo że produkcja silnika Zeta zakończyła się w 2004.

## Rodziny silników Zetec
Nazwa Zetec określała wiele rodzajów silników:
| Nazwa         | Rodzina | Pojemność                                                            | Rok          | Cechy |
| ------------- | ------- | -------------------------------------------------------------------- | ------------ | ----- |
| Zetec/Zetec-E | Zeta    | 1,6 l (1597 cm³) 1.8 L (1796 cm³) 2.0 L (1988 cm³)                   | 1992–1998    | DOHC  |
| Zetec-R       | Zeta    | 1,6 l (1597 cm³) 1.8 L (1796 cm³) 2.0 L (1988 cm³)                   | 1998–2004    | DOHC  |
| Zetec-SE      | Sigma   | 1,25 l (1242 cm³) 1,4 l (1388 cm³) 1,6 l (1596 cm³) 1,7 l (1679 cm³) | 1995–dzisiaj | DOHC  |

## Rodzina Zeta
Nazwy Zetec po raz pierwszy użyto do silników rodziny Zeta które miały napędzać Forda Escorta Mk5, Oriona Mk3 i Fiestę Mk3. Początkowo silniki były dostępne w pojemnościach 1,6 i 1,8 litra, silnik 2.0 wprowadzono do produkcji razem z modelem Mondeo.
Silniki Zetec w ciągu 12 lat produkcji przeszły szereg modyfikacji.
Egzemplarze początków produkcji można rozpoznać po aluminiowej pokrywie zaworów i aluminiowym kolektorze dolotowym. Wyposażone były w hydrauliczne popychacze zaworów, które w przypadku użycia niewłaściwego oleju potrafiły zawiesić zawór (zawór pozostawał w pozycji otwartej). Problem ten rozwiązano w 1995 przy okazji pierwszej modyfikacji silnika. Otrzymał on plastikowy kolektor dolotowy i system recyrkulacji spalin EGR znany z Mondeo. Zmieniono również nazwę na Zetec-E.
Kolejna modyfikacja odbyła się w 1998. Zetec-R, bo taką nazwę otrzymał silnik, został wyposażony w rozbudowaną miskę olejową, która pomogła zmniejszyć hałas i wibracje jednostki. Hydrauliczne popychacze zastąpiono mechanicznymi z płytkami regulacyjnymi oraz zastosowano dłuższe korbowody, połączone z niższymi tłokami. Zmodyfikowano pompę oleju, dlatego też filtr oleju przeniesiono na blok. Modyfikacji uległa również pompa wody. Cechą charakterystyczną jest czarna pokrywa zaworów wykonana z magnezu, a w późniejszych latach produkcji z plastiku.

Wersja wzmocniona o turbosprężarkę (Duratec RS), dostarczająca 215 KM, napędzała Focusa RS.
Kolejna wersja silnika Zetec występowała w Focusie ST170, który powstał przy współpracy z firmą Cosworth, która modyfikowała głowice; dodano zmienne fazy rozrządu (VCT), zmienną długość kanałów w kolektorze dolotowym i podniesiono stopień sprężania. Silnik uzyskiwał 173 KM.

### Występowanie
- 1,6 l:
  - 90KM (66 kW) i 134/138Nm:
    - 1991–1992 Ford Escort Mk5
    - 1992–1995 Ford Escort Mk6
    - 1993–1997 Ford Mondeo Mk1
    - 1994–1996 Ford Fiesta Mk3
    - 1995–2000 Ford Escort Mk7
    - 1997–2001 Ford Mondeo Mk2

- 1,8 l:
  - 105KM (77 kW) i 153Nm:
    - 1991–1992 Ford Escort Mk5
    - 1992–1995 Ford Escort Mk6
    - 1995–2000 Ford Escort Mk7
    - 1992–1994 Ford Fiesta Mk3

  - 115KM (85 kW) i 158Nm:
    - 1993–1997 Ford Mondeo Mk1
    - 1995–2000 Ford Escort Mk7
    - 1997–2001 Ford Mondeo Mk2
    - 1998–2004 Ford Focus Mk1

  - 130KM (96 kW) i 162Nm:
    - 1991–1992 Ford Escort Mk5
    - 1992–1995 Ford Escort Mk6
    - 1992–1994 Ford Fiesta Mk3

- 2,0 l:
  - 131KM (96 kW) i 180Nm:
    - 1998–2001 Ford Cougar

  - 132KM (97 kW) i 180Nm:
    - 1993–1997 Ford Mondeo Mk1
    - 1997–2001 Ford Mondeo Mk2

  - 136KM (100 kW) i 180Nm:
    - 1998–2004 Ford Focus Mk1

  - 173KM (127 kW) i 196Nm:
    - 2002–2004 Ford Focus ST170

  - 215KM (158 kW) i 310Nm:
    - 2002–2004 Ford Focus RS Mk1

## Rodzina Sigma

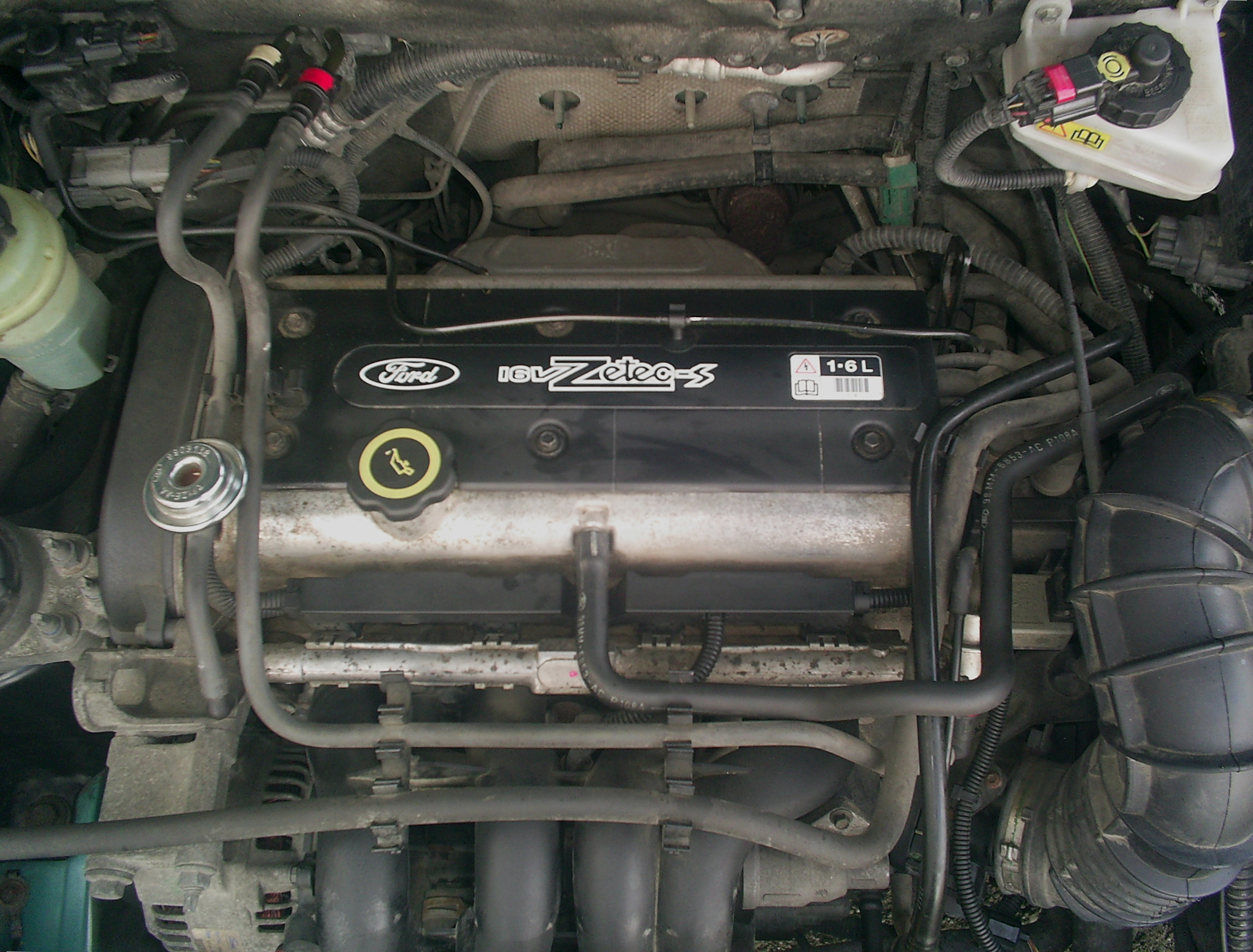
Zetec-SE

Nazwę Zetec (Zetec-SE) otrzymały również silniki rodziny Sigma. Mimo tej samej nazwy są to dwie, zupełnie różne konstrukcje. Zetec-SE został opracowany przy współpracy z firmą Yamaha. W pełni aluminiowy blok i głowice, podpory wału wykonane jako jeden element, plastikowy kolektor ssący czy korbowody wykonane przy użyciu techniki spiekania proszków dały bardzo lekki silnik. Został on zaprezentowany po raz pierwszy w modelu Fiesta Mk4, jego pojemność wynosiła 1.25 L (1242 cm³).
W późniejszym czasie doszły wersje 1,4, 1,6 i 1,7 l.
Wersja 1,7 l występowała wyłącznie w Fordzie Puma i była wyposażona w zmienne fazy rozrządu (VCT) na wałku dolotowym. Silnik bazował na modelu 1,6 l, jednak był mocno zmodyfikowany. Silnik w takiej postaci dostarczał 125 KM.
W 2004 zaprezentowano silnik 1.6 wyposażony w zmienne fazy rozrządu na obu wałkach Ti-VCT.

### Występowanie
- 1,25 l:
  - 75KM (55 kW) i 110 Nm:
    - 1995–1999 Ford Fiesta Mk4
    - 1999–2002 Ford Fiesta Mk5
    - 2002–dzisiaj Ford Fiesta Mk6

- 1,4 l:
  - 90KM (66 kW) i 125 Nm:
    - 1995–1999 Ford Fiesta Mk4
    - 1997–2000 Ford Puma
    - 1999–2002 Ford Fiesta Mk5

  - 80KM (59 kW) i 124 Nm:
    - 2002–dzisiaj Ford Fiesta Mk6

  - 75KM (55 kW) i 124 Nm:
    - 1998–2004 Ford Focus

- 1,6 l:
  - 85KM Ti-VCT (63 kW) i 141 Nm:
    - 2010 [?]–dzisiaj Ford Focus
    - 2010 [?]–dzisiaj Ford Focus C-MAX

  - 100KM (73 kW) i 145 Nm:
    - 1998–2004 Ford Focus
    - 1999–2002 Ford Fiesta Mk5
    - 2000–2002 Ford Puma
    - 2002–dzisiaj Ford Fiesta Mk6
    - 2002–dzisiaj Ford Fusion (Europa)
    - 2003–? Ford Focus C-MAX

  - 100KM (73 kW) i 150 Nm:
    - 2004–2010(2011) Ford Focus

  - 105KM Ti-VCT (77 kW) i 150 Nm:
    - 2010 [?]–dzisiaj Ford Focus
    - 2010 [?]–dzisiaj Ford Focus C-MAX

  - 115KM Ti-VCT (84 kW) i 155 Nm:
    - 2004–? Ford Focus
    - 2004–? Ford Focus C-MAX
    - 2007–dzisiaj Ford Mondeo

  - 125KM Ti-VCT (92 kW) i 159/160 Nm:
    - 2010 [?]–dzisiaj Ford Focus
    - 2010 [?]–dzisiaj Ford Focus C-MAX
    - 2007–dzisiaj Ford Mondeo

- 1,7 l:
  - 126KM (93 kW) i 157 Nm:
    - 1997–2002 Ford Puma

  - 154KM (113 kW) i 162 Nm:
    - 1999–2002 Ford Racing Puma